# World Kickboxing Association
De World Kickboxing Association (WKA), ook wel bekend als World Kickboxing and Karate Association, is een van de oudste en grootste amateur- en professionele sanctieorganen en televisie-promotors voor kickboksen en karate. In de jaren 70 en jaren 80 was het in de wereld van de vechtsporten een concurrent van de PKA. De WKA certificeert ook gekleurde banden en zwarte banden voor karate en kickboksen, variërend van 1e tot 9e Dan voor kickboksen of 1e tot 10e voor karate.

## Geschiedenis
In 1976 werd de WKA opgericht door Howard Hanson in de Verenigde Staten, oorspronkelijk onder de naam World Karate Association. De organisatie was het eerste bestuursorgaan zonder winstoogmerk dat een onafhankelijk gecontroleerde beoordelingslijst gebruikte, de eerste die een wereldkampioenschap voor vrouwen invoerde en de eerste die landen uit Azië omvatte. De organisatie zorgde voor netwerkuitzendingen in de VS en Japan en werd een belangrijk sanctieorgaan voor vechtsporten waarbij trappen zijn toegestaan en onder de noemer professioneel karate bekend werden, hoewel deze sporten verder meer met boksen gemeen hadden dan met het tradionele Japanse karate. Vroege sterren van de WKA waren onder meer Benny "The Jet" Urquidez, Don "The Dragon" Wilson, Kevin Rosier en Graciela Casillas. Volgens vechtsportauteur John Ritschel "werd de WKA succesvol door een gemeenschappelijke basis te vinden tussen de westerse en oosterse full-contact vechtcultuur, waardoor een cultuur voor de sport werd gecreëerd en gedefinieerd die de erkenning van full-contact competities verbeterde."
De WKA meldde dat in 1981 52 van zijn evenementen wereldwijd op televisie waren uitgezonden, vergeleken met 48 evenementen die dat jaar door de rivaliserende federatie PKA (de Professional Karate Association) werden uitgezonden.
De WKA ontwikkelde zich later in Europa met kampioenen als de Nederlanders Rob Kaman en Fred Royers. In 1991 verkocht Howard Hanson de WKA aan de Canadees Dale Floyd, wat werd gevolgd door een vervaging van de Noord-Amerikaanse activiteiten van de organisatie. In 1994 nam Paul Ingram de WKA over en vestigde het internationale hoofdkantoor in Groot-Brittannië, wat ertoe leidde dat de benoemde Europese directeuren Fred Royers uit Nederland en Jean-Paul Maillet uit Frankrijk in januari vertrokken. Destijds was WKA de op één na grootste professionele sanctieorganisatie ter wereld. In 2011 had de WKA wereldwijd 129 kantoren en was het het bekendste bestuursorgaan onder de rivaliserende federaties in het kickboksen. In 2013 telde het 40 lidstaten.
In december 2018 nam David Sawyer, afkomstig uit Nieuw-Zeeland, het management van de WKA over als president.
De World Kickboxing Association sanctioneert gevechten die wereldwijd worden uitgevochten onder de WKA-reglementen.

### WKU-splitsing
In 2012 ontstond uit de WKA de nieuw opgerichte World Kickboxing and Karate Union (WKUWORLD), waarbij de WKA nog bleef bestaan als een splintervereniging, maar veel van haar vroegere betekenins verloor. Sponsors zoals de producent van vechtsportartikelen KWON, die voorheen de WKA steunden, stapten ook over op de nieuwe organisatie WKUWORLD.

## Stijlen en reglementen
Volgens de professionele regels worden boksen, full-contact karate en kickboksen, low kick, K-1 en Glory, evenals thaiboksen ofwel Muay Thai gesanctioneerd.
De wedstrijden worden gehouden in een ring die niet kleiner is dan 20 vierkante meter of groter dan 24 vierkante meter, met vier touwen eromheen. Scheidsrechters die de wedstrijden beoordelen, moeten gecertificeerd zijn door de WKA.
Full-contact karategevechten bestaan uit twee rondes van twaalf minuten voor mannen en twee rondes van tien minuten voor vrouwen. Europese en nationale titelgevechten bestaan uit twee rondes van tien minuten voor mannen en twee rondes van acht minuten voor vrouwen. Alle andere regionale en staatsgevechten bestaan uit twee rondes van acht minuten voor mannen en twee rondes van zes minuten voor vrouwen. Voor boksen en alle vormen van kickboksen en karate bestaan de rondes uit drie rondes van drie minuten voor atleten van klasse B of vijf rondes van drie minuten voor atleten van klasse A, afhankelijk van de ervaring van de deelnemers. Klasse B-atleten zijn atleten met zeven amateuroverwinningen. Ze promoveren naar Klasse A na het behalen van acht Klasse B-overwinningen. Tussen de rondes zit altijd een minuut rust. Rondes worden gescoord op basis van acht tellen, effectief slaan, ringcontrole en stijlspecifieke technieken.
Alle deelnemers dragen wedstrijdkleding, met verplichte kruisbeschermers voor mannen en borstbeschermers voor vrouwen, waarbij beide bovendien een mondbeschermer moeten gebruiken. Full-contact karateatleten dragen voetbeschermers, met uitzondering bij titelgevechten, mocht de uitgedaagde kampioen anders eisen. 

## Materiaal
In alle divisies worden 10 oz-handschoenen gebruikt, tenzij vechters tot en met middengewicht ermee instemmen 8 oz-handschoenen te gebruiken.
Gevechten waarin een van de vechters bij de laatste weging net buiten zijn gewichtsklaase is komen te vallen, zijn toegestaan, op voorwaarde dat het gewichtsverschil niet groter is dan 3,5% van de toegestane gewichtsverdeling of 3,5 kg, afhankelijk van welke van de twee het minst is.